# 前9世纪
| 千纪： | 前2千纪 \| 前1千纪 \| 1千纪 |
| 世纪： | 前12世纪 \| 前11世纪 \| 前10世纪 \| 前9世纪 \| 前8世纪 \| 前7世纪 \| 前6世纪                                                   |
| 年代： | 前890年代 \| 前880年代 \| 前870年代 \| 前860年代 \| 前850年代 \| 前840年代 \| 前830年代 \| 前820年代 \| 前810年代 \| 前800年代 |

前900年至前801年的这一段期间被称为前9世纪。

## 重要事件、发展与成就
- 科学技术

- 战争与政治
  - 西周封非子(秦嬴)為秦侯，建立秦侯國。(約前897年)
  - 西周共和行政。(前842年)
  - 以色列，猶太政變，猶大國王亞哈謝與以色列國王約蘭被殺。(約前842年)
  - 根據傳說，推羅公主伊利沙因政治逼害出亡，在馬格里布建立迦太基王國(亦稱潘尼克Punicus王國，其後改為共和國)。(約前814年)

- 公元前9世纪的天灾人祸

- 文化娱乐

- 社會與經濟
  - 是年為西周共和元年，自此中國歷史有確實紀年。(前841年)

- 疾病与医学

- 环境与自然资源

- 宗教與哲學